# Guillaume Faure
Pour les articles homonymes, voir Faure.
Guillaume Faure, né le 10 juillet 1979 à Paris, est un acteur français.

## Biographie
Diplômé d'un Bac S en 1997, Guillaume Faure intègre l’Institut d'études politiques d'Aix-en-Provence en 1998.
Après ses études, il suit, de 1985 à 2005, une formation de piano section classique au conservatoire d’Aix-en-Provence puis de Paris en section jazz, puis de 2001 à 2004, entre au Cours Florent dans les classes de Xavier Florent, Marc Voisin et Françoise Roche,.
À la télévision, il participe à de nombreuses séries : Louis la Brocante, Section de recherches, Candice Renoir, Caïn, Cherif…
Au cinéma, il est apparu notamment dans Doctor Strange de Scott Derrickson ou encore Rock'n Roll de Guillaume Canet.
En 2018, il interprète le rôle du capitaine Marc Véry, profiler, dans la série Demain nous appartient,,,.
Depuis 2024, il incarne le rôle de Louis Robbie, ancien voleur d’œuvres d’art, dans la série Plus belle la vie, encore plus belle[réf. nécessaire].

## Filmographie

### Cinéma
- 2008 : Rage de Yann Moreau
- 2013 : Viva la libertà de Roberto Andò : Paul
- 2016 : Il a déjà tes yeux de Lucien Jean-Baptiste : Mathias
- 2016 : Doctor Strange de Scott Derrickson : Étienne, le chirurgien réticent
- 2017 : Rock'n Roll de Guillaume Canet : le père de famille selfie
- 2020 : Miss de Ruben Alves : le boxeur et ami d'enfance d'Alex

### Télévision
- 2010 : Louis la Brocante de Véronique Langlois : Fred (épisode : Louis et le monte-en-l'air)
- 2013 : Plus belle la vie : Titouan (saison 9)
- 2015 : La Clinique du docteur H. d'Olivier Barma
- 2015 : Candice Renoir : Phil Hermann (saison 3, épisodes 3 : Qui se repent, se punit soi même et 4 : Les absents ont toujours tort)
- 2016 : La Stagiaire d'Olivier Barma : Alister Jacquetti (saison 1, épisode 4 : Émanations)
- 2016 : Guerre et Paix de Tom Harper (3 épisodes)
- 2016 : Section de recherches : Nicolas Sorbier (saison 12, épisode 13 : Jusqu'au dernier)
- 2016 : Caïn : Victor Suquet (épisode Les prisonnières)
- 2016 : Joséphine, ange gardien : Benjamin (saison 17, épisode 2 : Enfants, mode d'emploi)
- 2016-2018 : Cherif : Commandant Dupré (3 épisodes)
- 2017 : Candice Renoir : Phil Hermann (saison 5, épisode 6 : Mieux vaut tard que jamais)
- 2017 : On va s'aimer un peu, beaucoup...[7] de Stéphane Malhuret : Hadrien Mercier (épisode Lazlo)
- 2017 : Lebowitz contre Lebowitz d'Olivier Barma : Antonin Mallet (épisode Non Bis in Idem)
- 2017 : Je voulais juste rentrer chez moi d'Yves Rénier : Capitaine Ange Alberti
- 2018-2019-2021 : Demain nous appartient : Marc Véry (épisodes 176-200, 361-386, 487 et 876 à ...)
- 2018 : Commissaire Magellan : Tristan Garil (épisode Rêve brisé)
- 2018 : Nina (saison 4, épisode 2)
- 2018 : Crimes Parfaits : Lambert (saison 2, épisode 2 : Bain de minuit)
- 2019 : Les Ombres rouges de Christophe Douchand : Jeff (2 épisodes)
- 2019-2020 : Clem : Fred (saison 9 et saison 10)
- 2019 : Olivia
- 2020 : Meurtres dans le Jura d'Éric Duret : Alex Prieur
- 2022 : Dans l'ombre des dunes de Philippe Dajoux : Nicolas
- 2023 : Mort sur la piste de Philippe Dajoux : commandant Dumont
- 2023 : Alex Hugo : lieutenant Olivier Mercier (saison 10, épisode 2 : Les engagés)
- Depuis 2024 : Plus belle la vie, encore plus belle : Louis Robbie (saisons 1 et 2)
- 2025 : Un si grand soleil : Damien Caspari (saison 7)
- 2025 : Flair de famille : Renaud Darcheville (saison 2, épisode 1 : Guet-apens)

### Courts-métrages
- 2007 : Bruits de Bulles à Winchester City d'Antoine Fromental
- 2007 : Le ciel regarde d'Alexandre Attias
- 2007 : Sauvons la planète de Gaël Leforestier
- 2008 : Vous désirez de Frédéric di Méo
- 2008 : Dernière Page de Frédéric di Méo
- 2008 : La Théorie du Singe de Kayvin Lami
- 2009 : Reflets-xions de Bartolo Filippone
- 2010 : Le temps des bouquets de Sylvain Nawrocki : Tim
- 2010 : Un processus de démolition
- 2010 : Freaky Saturday Night Fever d'Etienne Goldet : Grégoire
- 2011 : Quatre choses à te dire de Sylvain Nawrocki
- 2011 : Hors-jeu de Catherine Noël
- 2013 : Bienvenue à Fantasia de Lucas Stoll : Inspecteur Conolly
- 2016 : Et pourquoi pas de Nicolas Fay
- 2016 : Auto-Stop de Cédric-Alexandre Saudinos : l'espion britannique
- 2017 : Hannya de Quentin Fabiani

### Réalisateur
- La Rive (court-métrage)

## Doublage

### Série télévisée
- 2024 : The New Look : ? ( ? )

### Jeux vidéo
- 2023 : Wild Hearts : ?[8]
- 2023 : Starfield : ?

## Théâtre
- 2006 : Les Grandes Personnes (Olivier Dutaillis) - mise en scène de Catherine Morela
- 2006 : Les Sursitaires (Elias Canetti) - mise en scène de Géraldine Bensasson
- 2006-2008 : L'amour est tout ce qui nous reste (Hélène Thiellens et Raphaël Vuillermin) - mise en scène d'Agathe Daumail
- 2007 : Belle du Seigneur (Albert Cohen) - mise en scène de Guillaume Faure
- 2007 : Zoo Story (Edward Albee) - mise en scène d'Alexandre Caïra
- 2008 : Oxtiern (Marquis de Sade) - mise en scène de Laura Librizzi